# Luigi Cacciatore
Luigi Cacciatore (Mercato San Severino, 26 luglio 1900 – Roma, 17 agosto 1951) è stato un politico e sindacalista italiano, importante esponente del Partito Socialista Italiano nella prima metà del Novecento.

## Biografia
Iscritto al PSI nel 1919 e poi confluito nel Partito Socialista Unitario di Turati e Matteotti, entrò giovanissimo nel movimento sindacale e fu chiamato prima alla segreteria della Camera del lavoro, poi alla direzione degli operai tessili della Campania. In questa intensa attività politica va inscritta anche la fondazione a Salerno del giornale socialista Il Lavoro, il 1° novembre 1922, nonché la sua intensa pubblicistica.
Arrestato a più riprese dopo l'avvento del fascismo, visse in semiclandestinità svolgendo un modesto impiego in una fabbrica di laterizi. Tra il 1942 e il 1943 entrò in contatto, insieme al fratello Francesco, con l'organizzazione clandestina dei socialisti e con uno dei suoi capi, Oreste Lizzadri. Dopo la caduta del fascismo divenne uno dei principali dirigenti del rinato partito socialista.
Membro della direzione del PSI, fu a capo con Lelio Basso e Rodolfo Morandi della corrente di sinistra. Eletto all'Assemblea Costituente, fu rieletto deputato nelle elezioni del 1948.
Fu sottosegretario al Ministero per l'assistenza postbellica nel secondo governo De Gasperi e poi Ministro delle poste e delle telecomunicazioni nel III governo De Gasperi (sito Camera dei Deputati, ad vocem).
Nel 1949 fu chiamato ad affiancare Giuseppe Di Vittorio alla guida della CGIL.
Morì improvvisamente a Roma nell'agosto 1951.